# Município de Jefferson (condado de Ashtabula, Ohio)
O município de Jefferson (em inglês: Jefferson Township) é um município localizado no condado de Ashtabula no estado estadounidense de Ohio. No ano de 2010 tinha uma população de 5.252 habitantes e uma densidade populacional de 78,42 pessoas por km².

## Geografia
O município de Jefferson encontra-se localizado nas coordenadas 41° 45′ 12″ N, 80° 45′ 39″ O. Segundo a Departamento do Censo dos Estados Unidos, o município tem uma superfície total de 66.97 km², da qual 66,68 km² correspondem a terra firme e (0,44 %) 0,29 km² é água.

## Demografia
Segundo o censo de 2010, tinha 5.252 habitantes residindo no município de Jefferson. A densidade populacional era de 78,42 hab./km². Dos 5.252 habitantes, o município de Jefferson estava composto pelo 97,11 % brancos, o 0,93 % eram afroamericanos, o 0,06 % eram amerindios, o 0,38 % eram asiáticos, o 0,3 % eram de outras raças e o 1,22 % eram de uma mistura de raças. Do total da população o 1,18 % eram hispanos ou latinos de qualquer raça.